# Edmund Starszy
Edmund Starszy (921 - 26 maja 946) – król Anglii od 27 października 939 do śmierci. Syn Edwarda Starszego i jego trzeciej żony, Edgivy z Kentu. Tron objął po śmierci swojego przyrodniego brata Athelstana. Wcześniej brał raczej niewielki udział w życiu politycznym kraju. Wiadomo, że brał udział u boku brata w zwycięskiej bitwie pod Brunanburh z koalicją duńsko-szkocką w 937 r. Koronował się 29 listopada.
Już niedługo po objęciu tronu Edmund musiał stawić czoło atakowi duńskiego króla Dublina, Olafa III, który zajął Nortumbrię i najechał na Midlands. Rychła śmierć Olafa w 941 r. umożliwiła Edmundowi odzyskanie Midlands. W 943 r. Edmund został ojcem chrzestnym króla Yorku, Olafa. W 944 r. udało mu się odbić z rąk Duńczyków Nortumbrię. W tym czasie jego chrześniak król Olaf utracił tron w Yorku, ale został królem w Dublinie, kontynuując przyjazne stosunki z Edmundem. W 945 r. król podbił Strathclyde, ale na mocy traktatu odstąpił go w zamian za obietnicę pomocy wojskowej królowi Szkocji Malcolmowi I. Ustabilizowało to północną granicę królestwa Anglii. Dla rdzennych ziem królestwa Edmunda jego panowanie było okresem spokoju. Za jego panowania zaczęło się odradzać życie klasztorne w Anglii, które podupadło w okresie najazdów wikingów.
Ok. 940 r. król poślubił Elgivę (zm. ok. 944), późniejszą świętą. Miał z nią dwóch synów, którzy zostaną później królami Anglii:
- Edwin (ok. 941 - 1 października 959)
- Edgar Spokojny (943 - 8 lipca 975)

Po raz drugi ożenił się ok. 946 r. z Ethelfledą (zm. po 975), córką Elfgara, earla Wilsatas. Małżeństwo to pozostało bezdzietne.
Król Edmund został zamordowany w 946 r. przez Leofę, złodzieja, który został skazany na wygnanie. Król zobaczył go podczas uczty w Pucklechurch i rozkazał mu iść precz. Leofa odmówił i wywiązała się bójka między nim a królem, podczas której Edmund został dźgnięty nożem i zmarł. Reszta biesiadników rozerwała Leofę na strzępy. Edmund został pochowany w opactwie Glastonbury. Tron objął jego młodszy brat, Edred.